# Samuel Ekemé
Samuel Ekemé Ndiba (Kumba, 1966. július 12. –) kameruni válogatott labdarúgó.

## Pályafutása

### Klubcsapatban
1984 és 1986 között a Carmmak Bamenda, 1986 és 1989 között a Santos Yaoundé csapatában játszott. 1989 és 1994 között a Canon Yaoundé játékosa volt. 1994-ben a Racing Bafoussam együttesében szerepelt. 1995 és 1997 között az Egyesült Államokban játszott. 

### A válogatottban
1994-ben 2 alkalommal szerepelt a kameruni válogatottban. Részt vett az 1994-es világbajnokságon.

## Sikerei, díjai
Canon Yaoundé
- Kameruni bajnok (1): 1991